# Iglesia de San Juan Bautista (Cetina)
La iglesia de San Juan Bautista es templo parroquial católico de la villa y municipio aragónes de Cetina, en la Comunidad de Calatayud. 

## Descripción
Se trata de un rotundo edificio construido entre 1697 y 1708 en estilo barroco clasicista. Consta de nave única con amplias capillas laterales entre los contrafuertes comunicadas entre sí, a modo de pequeñas naves laterales, crucero cupulado no marcado en planta y cabecera recta. 
Su fábrica está realizada en ladrillo y presenta, claramente diferenciados, los volúmenes de la nave principal y las capillas/naves laterales. La portada, abierta en un lateral del hastial occidental en arco de medio punto, aparece cobijada por un atrio, que en realidad ocupa la parte inferior de una de las torres proyectadas como remate de la fachada, que no se llegaron a construir. 
El interior, de gran amplitud y con un coro bajo a los pies, se ve enriquecido por la decoración mural de las bóvedas de cañón con lunetos que cubren las naves y la cúpula del crucero, traducida al exterior en un cimborrio con falsa linterna. 
Esta decoración en clave barroca presenta motivos vegetales, figurativos y arquitectónicos, siguiendo la tendencia marcada por los «quadratturisti» italianos del siglo XVII. El conjunto de pintura mural de esta iglesia, datado entre 1705 y 1708, se atribuye a Francisco del Plano y su taller.